# Liste des cavités naturelles les plus longues de l'Aveyron
La liste des cavités naturelles les plus longues de l'Aveyron recense, sous forme de tableau(x), les cavités souterraines naturelles connues dans ce département français, dont le développement est supérieur ou égal à mille mètres.
La communauté spéléologique considère qu'une cavité souterraine naturelle n'existe vraiment qu'à partir du moment où elle est « inventée » c'est-à-dire découverte (ou redécouverte), inventoriée, topographiée et publiée. Bien sûr, la réalité physique d'une cavité naturelle est la plupart du temps bien antérieure à sa découverte par l'homme ; cependant tant qu'elle n'est pas explorée, mesurée et révélée, la cavité naturelle n'appartient pas au domaine de la connaissance partagée.
La liste spéléométrique des 53 plus longues cavités naturelles de l'Aveyron (≥ mille mètres) est actualisée à fin décembre 2019.
La plus longue cavité souterraine naturelle répertoriée dans le département de l'Aveyron est  « la perte de Massar », sur la commune de Martiel (cf. ligne 1 du tableau ci-dessous).
| \| Histogramme de la répartition des plus longues cavités naturelles de l'Aveyron par classe de développement -- Les 53 cavités citées fin 2019 sont réparties en 4 classes de développement -- \| \| \| \| \| \| \| \| \| \| \| \| \| \| \| classe I >= 5 000 m 10 cavité[s] \| classe II >= 2 000 m et < 5 000 m 22 cavités \| classe III >= 1 500 m et < 2 000 m 11 cavités \| classe IV >= 1 000 m et < 1 500 m 10 cavités \| \| |                                  |                                              |                                               |                                              |  |
| Le graphique qui aurait dû être présenté ici ne peut pas être affiché car il utilise l'ancienne extension Graph, désactivée pour des questions de sécurité. Des indications pour créer un nouveau graphique avec la nouvelle extension Chart sont disponibles ici . |                                  |                                              |                                               |                                              |  |
| Histogramme de la répartition des plus longues cavités naturelles de l'Aveyron par classe de développement -- Les 53 cavités citées fin 2019 sont réparties en 4 classes de développement -- |                                  |                                              |                                               |                                              |  |
| |                                  |                                              |                                               |                                              |  |
| | classe I >= 5 000 m 10 cavité[s] | classe II >= 2 000 m et < 5 000 m 22 cavités | classe III >= 1 500 m et < 2 000 m 11 cavités | classe IV >= 1 000 m et < 1 500 m 10 cavités |  |

## Cavités de l'Aveyron (France) dont le développement est supérieur ou égal à5 000 mètres
10 cavités sont recensées dans cette « classe I » au 31-12-2019.
| Réf. | Cavité (autres noms)           | Commune                  | Massif ou zone       | Coordonnées (WGS 84)        | Développe. (mètres) | Dénivel. (mètres) | Sources ou références                                                                                       | Mise à jour |
| ---- | ------------------------------ | ------------------------ | -------------------- | --------------------------- | ------------------- | ----------------- | --- | ----------- |
| 1    | Perte de Massar                | Martiel                  | Causses du Quercy    | 44° 23′ 11″ N, 1° 55′ 44″ E | +021 000, m         | +0120, m          | Baumas, Spéléoc n°114 & Grottocenter                                                                        | 2016-00     |
| 2    | Aven du Sotch de la Tride      | Veyreau                  | Causse Noir          | 44° 08′ 58″ N, 3° 19′ 24″ E | +016 773, m         | +0342, m          | plongeesout.com & Grottocenter                                                                              | 2000-00     |
| 3    | Aven Lacas                     | Mostuéjouls              | Causse de Sauveterre | 44° 13′ 41″ N, 3° 12′ 34″ E | +016 051, m         | +0406, m          | GazetteTritons 91, Grottocenter, CDS 12, Spelunca n°142 & Baumas-Explorations sous les causses 2000 - 2015. | 2018-04     |
| 4    | Aven Noir                      | Nant                     | Causse Noir          | 44° 04′ 36″ N, 3° 19′ 15″ E | +012 000, m         | +0170, m          | Spéléo n°58, AVCFC, Spéléoscope 28 & Grottocenter                                                           | 2007-06     |
| 5    | Grotte des Eygues              | Verrières                | Causse Rouge         | 44° 12′ 22″ N, 3° 03′ 03″ E | +009 807, m         | +0300, m          | Baumas-Explorations sous les causses 2000 - 2015                                                            | 2016-07     |
| 6    | Aven de Puech Nègre            | Millau                   | Causse Noir          | 44° 07′ 38″ N, 3° 10′ 24″ E | +009 400, m         | +0400, m          | Baumas & CDS 12                                                                                             | 2016-00     |
| 7    | Grotte de Foissac              | Foissac                  | Causses du Quercy    | 44° 30′ 09″ N, 2° 00′ 24″ E | +009 000, m         | NC                | Spéléométrie de la France                                                                                   | 2000-12     |
| 8    | Cabane de Saint Paul des Fonts | Saint-Jean-et-Saint-Paul | Causse du Larzac     | 43° 56′ 19″ N, 3° 04′ 00″ E | +008 600, m         | +0073, m          | Grottocenter & CDS 12                                                                                       | 2000-00     |
| 9    | Grotte du Renard               | Creissels                | Causse du Larzac     | 44° 04′ 48″ N, 3° 04′ 01″ E | +007 248, m         | +0058,            | Baumas-Explorations sous les causses 2000 - 2015                                                            | 2016-07     |
| 10   | Grotte de Font Clause          | La Rouquette             | Causses du Quercy    | 44° 18′ 53″ N, 1° 57′ 56″ E | +006 500, m         | NC                | Spéléométrie de la France                                                                                   | 2000-12     |

## Cavités de l'Aveyron (France) dont le développement est compris entre2 000 mètreset4 999 mètres
22 cavités sont recensées dans cette « classe II » au 01-12-2021.
| Réf. | Cavité (autres noms)           | Commune                  | Massif ou zone                  | Coordonnées (WGS 84)        | Développe. (mètres) | Dénivel. (mètres) | Sources ou références                                                         | Mise à jour |
| ---- | ------------------------------ | ------------------------ | ------------------------------- | --------------------------- | ------------------- | ----------------- | ----------------------------------------------------------------------------- | ----------- |
| 11   | Aven des Quatre Vents          | Millau                   | Causse du Larzac                | 44° 04′ 48″ N, 3° 11′ 56″ E | +004 510, m         | +0422, m          | Baumas & Spéléoc no 156                                                       | 2021-08     |
| 12   | Grotte du Brias                | Tournemire               | Causse du Larzac                | 43° 58′ 32″ N, 3° 02′ 01″ E | +004 445, m         | +0015, m          | Spéléométrie de la France & Grottocenter                                      | 2000-12     |
| 13   | Abîme du Mas Raynal            | Cornus                   | Causse du Larzac                | 43° 51′ 33″ N, 3° 13′ 15″ E | +003 660, m         | +0156, m          | plongeesout.com, Grottocenter & CDS 12                                        | 2000-00     |
| 14   | Grotte du Gourb                | Verrières                | Causse de Sauveterre            | 44° 13′ 07″ N, 3° 03′ 13″ E | +003 653, m         | +0109, m          | plongeesout.com & Grottocenter                                                | 2000-00     |
| 15   | Grotte de la Peyrière          | Rivière-sur-Tarn         | Causse de Sauveterre            | 44° 13′ 18″ N, 3° 07′ 41″ E | +003 650, m         | +0035, m          | Mirabal n°3                                                                   | 2000-00     |
| 16   | Grotte-exsurgence de Tantayrou | Séverac d'Aveyron        | Causse de Séverac               | 44° 22′ 00″ N, 3° 01′ 38″ E | +003 540, m         | +0024,            | plongeesout.com & CDS 12                                                      | 2000-00     |
| 17   | Dragonnière de Versols         | Versols-et-Lapeyre       | Avant-causses de Saint-Affrique | 43° 54′ 24″ N, 2° 57′ 43″ E | +003 500, m         | NC                | Spéléométrie de la France                                                     | 2000-12     |
| 18   | Grande Source                  | Salles-la-Source         | Causse Comtal                   | 43° 54′ 24″ N, 2° 57′ 43″ E | +003 500, m         | +0031, m          | plongeesout.com & Karsteau                                                    | 2000-00     |
| 19   | Grotte du Clos del Pous        | Laissac-Séverac l'Église | Causse de Séverac               | 44° 22′ 59″ N, 2° 49′ 40″ E | +003 156, m         | +0020,            | Baumas-Explorations sous les causses 2000 - 2015, Ratapanade n°5 & Speleoc120 | 2016-00     |
| 20   | Aven des Patates               | Saint-André-de-Vézines   | Causse Noir                     | 44° 09′ 33″ N, 3° 17′ 14″ E | +002 600, m         | +0277, m          | Grottocenter & CDS 12                                                         | 2000-00     |
| 21   | Aven de la Portalerie          | La Couvertoirade         | Causse du Larzac                | 43° 57′ 47″ N, 3° 16′ 26″ E | +002 500, m         | +0164, m          | Grottocenter & CDS 12                                                         | 2000-00     |
| 22   | Tindoul de la Vayssière        | Salles-la-Source         | Causse Comtal                   | 44° 26′ 09″ N, 2° 34′ 33″ E | +002 489, m         | +0090, m          | Ratapanade n°5 & Karsteau                                                     | 2000-00     |
| 23   | Perte du Crès                  | Salles-la-Source         | Causse Comtal                   | 44° 24′ 22″ N, 2° 32′ 33″ E | +002 430, m         | +0003, m          | Spéléométrie de la France & Karsteau                                          | 2000-12     |
| 24   | Grotte de l'Espoir             | Bozouls                  | Causse Comtal                   | 44° 27′ 59″ N, 2° 43′ 13″ E | +002 300, m         | NC                | Spéléométrie de la France & Karsteau                                          | 2000-12     |
| 25   | Source du Durzon               | Nant                     | Causse du Larzac                | 43° 59′ 27″ N, 3° 15′ 42″ E | +002 290, m         | +0209, m          | plongeesout.com                                                               | 2022-08     |
| 26   | Grotte de Sourbettes           | Veyreau                  | Causse Noir                     | 44° 12′ 03″ N, 3° 21′ 25″ E | +002 190, m         | NC                | Spéléométrie de la France & CDS 12                                            | 2000-12     |
| 27   | Grotte de la Ficelle           | Creissels                | Causse du Larzac                | 44° 04′ 00″ N, 3° 02′ 43″ E | +002 100, m         | +0015, m          | plongeesout.com & CDS 12                                                      | 2000-00     |
| 28   | Grotte de l'Avocat             | Le Clapier               | Causse du Larzac                | 43° 48′ 58″ N, 3° 10′ 26″ E | +002 100, m         | +0043, m          | plongeesout.com & Grottocenter                                                | 2000-00     |
| 29   | Grotte de la Source            | Saint-Jean-et-Saint-Paul | Causse du Larzac                | 43° 55′ 43″ N, 3° 04′ 44″ E | +002 100, m         | NC                | Spéléométrie de la France                                                     | 2000-12     |
| 30   | Aven-grotte de Combourière     | Vailhourles              | Causses du Quercy               |                             | +002 100, m         | NC                | Spéléométrie de la France                                                     | 2000-12     |
| 31   | Grotte de Muret n° 3           | Muret-le-Château         | Causse Comtal                   | 44° 29′ 35″ N, 2° 34′ 12″ E | +002 000, m         | NC                | Spéléométrie de la France                                                     | 2000-12     |
| 32   | Igue de Calcomier              | Vailhourles              | Causses du Quercy               | 44° 18′ 22″ N, 1° 55′ 21″ E | +001 800, m         | NC                | Baumas                                                                        | 2016-00     |

## Cavités de l'Aveyron (France) dont le développement est compris entre1 500 mètreset1 999 mètres
11 cavités sont recensées dans cette « classe III » au 31-12-2019.
| Réf. | Cavité (autres noms)        | Commune                | Massif ou zone                  | Coordonnées (WGS 84)        | Développe. (mètres) | Dénivel. (mètres) | Sources ou références              | Mise à jour |
| ---- | --------------------------- | ---------------------- | ------------------------------- | --------------------------- | ------------------- | ----------------- | ---------------------------------- | ----------- |
| 33   | Grotte de Canac             | Campagnac              | Causse de Séverac               | 44° 24′ 04″ N, 3° 04′ 31″ E | +001 700, m         | NC                | Spéléométrie de la France          | 2000-12     |
| 34   | Grotte des Courtineaux n° 2 | Campagnac              | Causse de Séverac               | 44° 25′ 30″ N, 3° 04′ 52″ E | +001 700, m         | +0050, m          | Spéléométrie de la France          | 2000-12     |
| 35   | Grotte-perte de la Semène   | Bertholène             | Causse Comtal                   | 44° 23′ 04″ N, 2° 47′ 54″ E | +001 678, m         | NC                | Ratapanade n°5 & Karsteau          | 2018-04     |
| 36   | Aven de Saint-Merle         | Cornus                 | Causse du Larzac                | 43° 52′ 13″ N, 3° 12′ 18″ E | +001 677, m         | +0240, m          | Grottocenter                       | 2000-00     |
| 37   | Aven Gaël                   | Saint-André-de-Vézines | Causse Noir                     | 44° 08′ 09″ N, 3° 18′ 50″ E | +001 658, m         | +0249, m          | Spéléométrie de la France & CDS 12 | 2000-12     |
| 38   | Aven de l'Ouragan           | L'Hospitalet-du-Larzac | Causse du Larzac                | 43° 57′ 52″ N, 3° 14′ 20″ E | +001 544, m         | +0180, m          | Spéléométrie de la France & CDS 12 | 2007-12     |
| 39   | Dragonnière de Gozon n° 2   | Les Costes-Gozon       | Avant-causses de Saint-Affrique | 44° 00′ 37″ N, 2° 50′ 02″ E | +001 500, m         | NC                | Spéléométrie de la France          | 2000-12     |
| 40   | Grotte de Roquepaillasse    | Balaguier-d'Olt        | Causses du Quercy               | 44° 31′ 11″ N, 1° 58′ 09″ E | +001 500, m         | NC                | Baumas                             | 2016-00     |
| 41   | Grotte des Blaquières       | Montsalès              | Causses du Quercy               | 44° 28′ 36″ N, 1° 58′ 15″ E | +001 500, m         | NC                | Baumas                             | 2016-00     |
| 42   | Aven des Dolines            | L'Hospitalet-du-Larzac | Causse du Larzac                | 43° 58′ 10″ N, 3° 13′ 20″ E | +001 500, m         | +0120, m          | Grottocenter & CDS 12              | 2000-00     |
| 43   | Aven de la Bise             | L'Hospitalet-du-Larzac | Causse du Larzac                | 43° 58′ 05″ N, 3° 14′ 11″ E | +001 500, m         | +0167, m          | Grottocenter & CDS 12              | 2000-00     |

## Cavités de l'Aveyron (France) dont le développement est compris entre1 000 mètreset1 499 mètres
10 cavités sont recensées dans cette « classe IV » au 31-12-2019.
| Réf. | Cavité (autres noms)            | Commune                   | Massif ou zone                  | Coordonnées (WGS 84)        | Développe. (mètres) | Dénivel. (mètres) | Sources ou références                            | Mise à jour |
| ---- | ------------------------------- | ------------------------- | ------------------------------- | --------------------------- | ------------------- | ----------------- | ------------------------------------------------ | ----------- |
| 44   | Aven de Garret                  | Cornus                    | Causse du Larzac                | 43° 50′ 59″ N, 3° 13′ 12″ E | +001 356, m         | +0120, m          | plongeesout.com                                  | 2000-00     |
| 45   | Ruisseau souterrain de Nonenque | Marnhagues-et-Latour      | Avant-causses de Saint-Affrique | 43° 54′ 30″ N, 3° 02′ 24″ E | +001 311, m         | +0020,            | Baumas-Explorations sous les causses 2000 - 2015 | 2016-07     |
| 46   | Grotte du Lavencou              | Saint-Georges-de-Luzençon | Causse du Larzac                | 44° 02′ 22″ N, 3° 02′ 03″ E | +001 235, m         | +0013, m          | Ratapanade n°1 & Grottocenter                    | 2000-00     |
| 47   | Aven de Cousiniès               | Verrières                 | Causse Rouge                    | 44° 11′ 29″ N, 3° 03′ 09″ E | +001 200, m         | NC                | Baumas                                           | 2016-00     |
| 48   | Dragonnière de Gozon n° 1       | Les Costes-Gozon          | Avant-causses de Saint-Affrique | 44° 00′ 37″ N, 2° 50′ 02″ E | +001 150, m         | NC                | Spéléométrie de la France                        | 2000-12     |
| 49   | Aven Eole                       | Sainte-Eulalie-de-Cernon  | Causse du Larzac                | 43° 57′ 13″ N, 3° 12′ 05″ E | +001 118, m         | +0088, m          | Baumas-Explorations sous les causses 2000 - 2015 | 2016-08     |
| 50   | Aven de la Blaiquariolle        | Cornus                    | Causse du Larzac                | 43° 52′ 25″ N, 3° 13′ 55″ E | +001 070, m         | NC                | Baumas                                           | 2016-00     |
| 51   | Grotte de Panat                 | Clairvaux-d'Aveyron       | Causse Comtal                   | 44° 25′ 44″ N, 2° 26′ 09″ E | +001 040, m         | NC                |                                                  | 2000-00     |
| 52   | Grotte du Grand Mas n° 1        | Mouret                    | Causse Comtal                   | 44° 29′ 38″ N, 2° 29′ 58″ E | +001 000, m         | +0059, m          | Ratapanade n°5 & Karsteau                        | 2000-00     |
| 53   | Grotte de la Bouffie            | Les Costes-Gozon          | Avant-causses de Saint-Affrique | 44° 01′ 31″ N, 2° 48′ 46″ E | +001 000, m         | NC                | Grottocenter                                     | 2000-00     |